# General Motors
General Motors (укр. Дженерал моторс, скорочено англ. GM, укр. Джі-Ем, акції NYSE: GM) — американський автомобільний концерн, що виробляє вантажні й пасажирські автомобілі в 37 країнах і продає їх у 192 країнах. Компанія продає автомобілі під брендами Buick, Cadillac, Chevrolet, GMC та Wuling.
Раніше також компанія випускала автомобілі під брендами McLaughlin (бренд ліквідовано), Oakland (бренд ліквідовано), Oldsmobile (ліквідовано після банкрутства і реструктуризації компанії 2009 року), Pontiac (ліквідовано у 2009), Hummer (ліквідовано у 2010), Saab (підрозділ продано Spyker Automobile), Saturn (ліквідовано у 2010), Vauxhall/Opel (продано Groupe PSA), Holden (ліквідовано у 2021).
Штаб-квартира розташована в Детройті.
Голова ради директорів і головний керівник — Мері Тереза Барра (Mary Teresa Barra).

## Історія

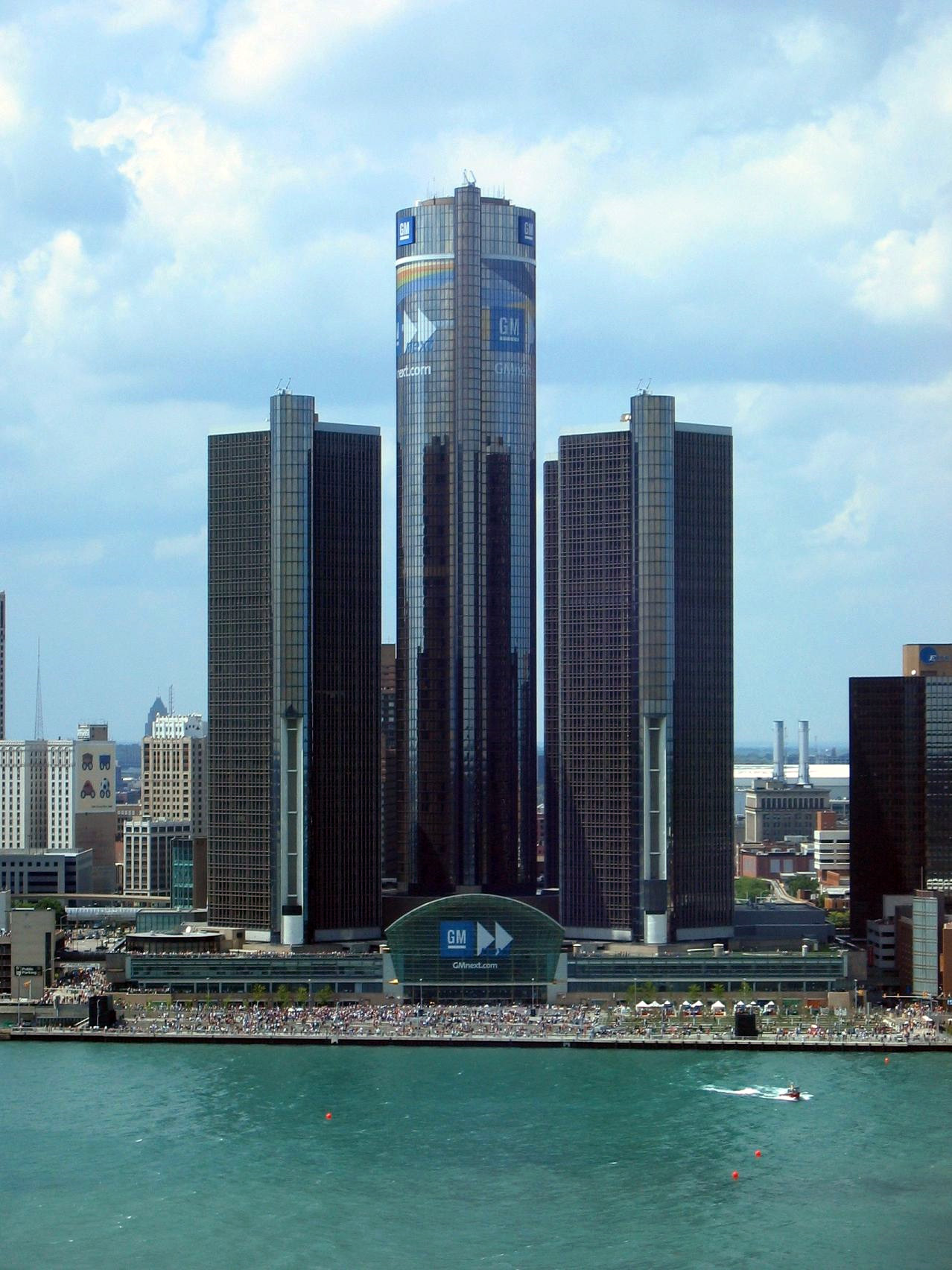
Штаб-квартира GM в Детройті

Заснована в США в 1908 році Вільямом Дюрантом, що вже володів до того моменту компанією Б'юїк (Buick). Уже станом на 1920 рік до корпорації приєдналися такі бренди: Cadillac, Pontiac (тодішня назва — Oakland), Chevrolet, McLaughlin Motor Company, Dayton Engineering Laboratories. З 1931 по 2008 компанія була найбільшим у світі виробником автомобілів.

### Банкрутство
Найбільший американський автоконцерн General Motors подав 1 червня 2009 року заяву про захист від кредиторів, пославшись на ст. 11 закону про банкрутства США. Відповідний документ був направлений до окружного суду Нью-Йорка. Того ж дня до ст. 11 закону про банкрутство США удалася дилерська компанія GM — Chevrolet-Saturn of Harlem Inc. Цей крок був зроблений у рамках банкрутства всього автоконцерну. З поданої заяви дилера виходило, що GM утворює нову компанію Auto Acquisition Corp., у якій 60 % належатиме уряду США. Ця компанія викупить у процесі банкрутства більшість активів автоконцерну, що розорився. У своїй заяві GM перерахував активи на балансі компанії на суму 82,29 млрд доларів (за станом на 31 березня 2009 року).
Процес реструктуризації GM має продовжиться від 60 до 90 днів, в ході якого уряд США вкладе в компанію додаткові 30 млрд дол. Ці кошти необхідні для підтримки життєздатності автоконцерну і будуть виділені ще з-понад тих 19,4 млрд дол., які компанія вже отримала в рамках державної допомоги. У ході керованого банкрутства заводи GM зупиняти роботу не будуть.
За це державі перейде контроль над компанією, що викликало побоювання відносно націоналізації автоконцерну. Проте президент США Барак Обама спробував заспокоїти ринок, заявивши, що уряд не має наміру контролювати проблемний автоконцерн постійно і готовий позбавитися від отриманого пакету акцій відразу після того, як GM завершить реструктуризацію і повернеться до нормальної роботи.
Варто відзначити, що в історії банкрутств американських компаній банкрутство GM стало третім за величиною після таких компаній, як WorldCom і інвестбанку Lehman Brothers.

## Автомобільні марки
General Motors належать автомобільні марки:

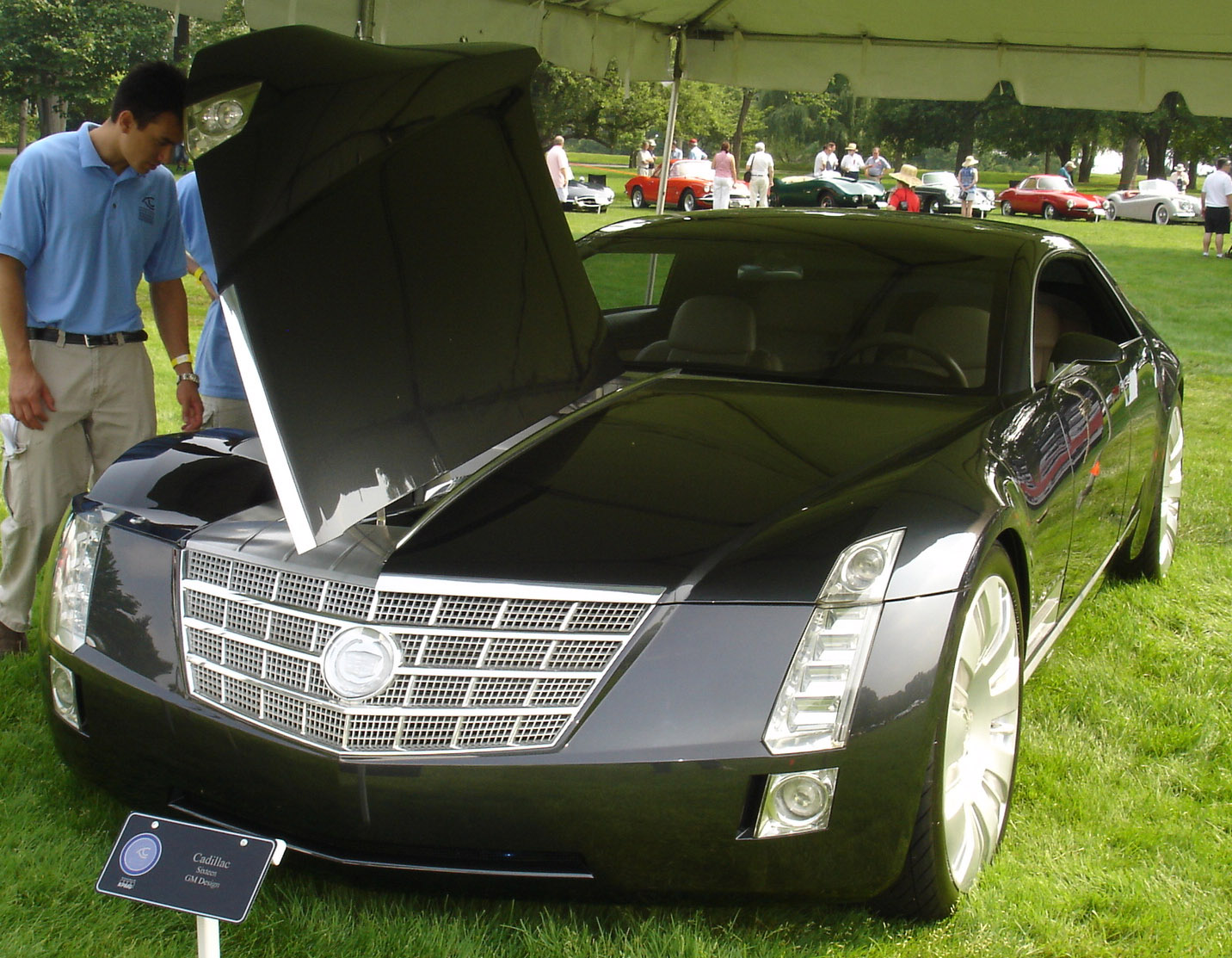
Концепт-кар Cadillac

| Бренд     | Рік заснування | Початок випуску авто | Приєднання до GM | Ринок                                                  |
| --------- | -------------- | -------------------- | ---------------- | ------------------------------------------------------ |
|           |                |                      |                  |                                                        |
| Baojun    | 2010           | 2010                 | 2010             | Китай                                                  |
| Buick     | 1899           | 1903                 | 1908             | Північна Америка та Китай                              |
| Cadillac  | 1902           | 1902                 | 1909             | Північна Америка та Китай, Європа, Азія, Близький Схід |
| Chevrolet | 1911           | 1911                 | 1917             | Світ, крім Океанії                                     |
| GMC       | 1901           | 1901                 | 1909             | Північна Америка та Близький Схід                      |
|           |                |                      |                  |                                                        |
| Jiefang   | 2011           | 2011                 | 2011             | Китай                                                  |
|           |                |                      |                  |                                                        |
|           |                |                      |                  |                                                        |
|           |                |                      |                  |                                                        |
| Wuling    | 2002           | 2002                 | 2002             | Китай                                                  |

### Частка у компаніях
- GM Korea (2011–дотепер), GM володіє 96 % компанії, що переважно виробляє авто марок Chevrolet та GMC.

### Частка у минулому
- Fiat (2000—2005), 20 %[25]
- Fuji Heavy Industries, виробник Subaru (1999—2006), 20 %[26]
- Isuzu (1971—2006), 49 %[27]
- PSA Peugeot Citroën (2012—2013), 7 %
- Suzuki (1981—2008), 20 %[28]

### Ліквідовані
- Oldsmobile (1897—2009)
- Winton (1897—1937)
- Welch (1903—1911)
- Cartercar (1905—1915)
- Rainier (1905—1911)
- Oakland (1907—1931)
- Ewing (1908—1911)
- Elmore (1909—1912)
- Rapid Truck (1909—1912)
- Reliance Truck (1909—1912)
- Marquette (1904—1912, 1929—1930)
- Peninsular (1912)
- Scripps-Booth (1912—1922)
- Samson Tractor (1917—1922)
- McLaughlin (1908—1942)
- Sheridan (1921—1922)
- Yellow Coach (1925—1943)
- Pontiac (1926—2010)
- LaSalle[en] (1927—1940)
- Viking (1929—1931)
- Cleveland Diesel (1937—1962)
- General Motors Diesel Division (1938—1987)
- Envoy (1960—1970)
- Акадіан (1962—1971)
- Beaumont (1966—1969)
- Ranger (1968—1976)
- Daewoo (1982—2011)
- Passport (1988—1991)
- Geo (1989—1997)
- Saturn (1990—2010)
- Hummer (1992—2010)
- Asüna (1993—1995)
- Alpheon (2010—2015)
- Holden (1931—2020)
- BrightDrop (2022—2025)

### Колишні підрозділи
- Frigidaire (1919—1979), продана White Consolidated Industries
- Euclid Trucks (1953—1968), продана White Consolidated Industries
- Terex (1968—1980) (1983—1986), продана Northwest Engineering Co.
- General Motors Diesel Division (1938—1987) продана Motor Coach Industries
- Lotus (1986—1993), продана A.C.B.N. Holdings S.A.
- American Axle (–1994)
- Allison Engine Company (1929—1995) продана Rolls-Royce North America
- Hughes Aircraft (1985—1999) — 1997 Hughes Defense продана Raytheon, 1999 Hughes Satellite продана Boeing
- Delphi Interior & Lighting (–1998) продана Palladium Equity Partners та перейменована на Guide Corporation
- Allison Transmission (1929—2007) продана The Carlyle Group та Onex Corporation
- New United Motor Manufacturing Inc. (NUMMI) (1984—2009) спільно з Toyota, фабрика продана Tesla Motors
- Saab (1990—2010), продана Spyker Cars N.V.[29], продана National Electric Vehicle Sweden AB on August 31, 2012.
- Opel (1929—2017), продана PSA разом з Vauxhall.
- UzAuto Motors (1992—2019), продана уряду Узбекистану у 2019 році.

## Діяльність
У 2006 році корпорація продала 9,181 млн легкових автомобілів і вантажівок. Її виручка цього року склала $207,394 млрд, чистий прибуток — $1,978 млрд.
Нині на заводах компанії працює 284 тис. чоловік. Виробництво транспортних засобів GMC, Chevrolet, Buick, Cadillac, Baojun, Holden, Isuzu, Jie Fang, Opel, Vauxhall та Wuling здійснюють підприємства в 37 країнах світу, які є підрозділами General Motors або співпрацюють із компанією на партнерських умовах.
До основних із них відносяться:
- Канада General Motors of Canada Limited. Штаб-квартира у м. Ошава, провінція Онтаріо. Заводи у:
  - м. Ошава, провінція Онтаріо;
  - м. Інґерсолл(інші мови), провінція Онтаріо;
  - м. Лондон, провінція Онтаріо;
  - м. Сент-Кетерінс, провінція Онтаріо;
  - м. Сент-Есташ, провінція Квебек;
  - м. Тілсонбург, провінція Онтаріо
- Канада CAMI Automotive. Штаб-квартира розташована в м. Інґерсолл(інші мови), провінція Онтаріо. Основні виробничі потужності у:
  - м. Інґерсолл(інші мови), провінція Онтаріо;
  - м. Ошава, провінція Онтаріо;
  - м. Вітбі, провінція Онтаріо
- Мексика GM de Mexico S. de R.L. de C.V.. Штаб-квартира у м. Мехіко. Заводи у:
  - м. Сан-Луїс-Потосі, штат Сан-Луїс-Потосі;
  - м. Сілао, штат Ґуанахуато;
  - м. Рамос-Аріспе (приміська зона Сальтільйо), штат Коауїла;
- Австралія GM Holden Ltd. Штаб-квартири у м. Мельбурн (передмістя Порт Мельбурн), шт. Вікторія та у м. Аделаїда (передмістя Елізабет). Заводи у:
  - м. Мельбурн (передмістя Порт Мельбурн), шт. Вікторія;
  - м. Мельбурн (передмістя Данденонґ), шт. Вікторія;
  - м. Аделаїда (передмістя Елізабет);
- Аргентина General Motors De Argentina Srl. Штаб-квартири у м. Буенос-Айрес та у м. Санта-Фе. Завод у:
  - м. Росаріо, провіція Санта-Фе
- Чилі General Motors Chile SA. Штаб-квартира і завод у м. Аріка, провінція Аріка
- Еквадор General Motors Del Ecuador SA. Штаб-квартира і завод у м. Кіто
- Венесуела General Motors Of Venezolana. Штаб-квартира і завод у м. Валенсія, провінція Карабобо
- Бразилія General Motors do Brasil Ltda. Штаб-квартири у м. Сан-Каетану-ду-Сул, шт. Сан-Паулу. Заводи у:
  - м. Сан-Каетану-ду-Сул, шт. Сан-Паулу;
  - м. Сан-Жозе-дус-Кампус, штат Сан-Паулу;
  - м. Ґраватаї, шт. Ріу-Гранді-ду-Сул
- Колумбія General Motors Colmotores SA. Штаб-квартира і завод у м. Санта-Фе-де-Богота́, департамент Кундинамарка
- ПАР General Motors S African. Штаб-квартира у м. Порт-Елізабет (Східна Капська провінція)
- Туніс Industries maghrébins Mécaniques. Штаб-квартира і завод у м. Кайруан, вілаєт Кайруан
- Єгипет General Motors Egypt. Штаб-квартира і завод у м. Місто ім. 6 Жовтня, провінція Гіза
- Південна Корея GM Korea Company. Штаб-квартира у м. Інчхон. Заводи у:
  - м. Інчхон (район Бупиєон);
  - м. Чханвон, провінція Кьонсан;
  - м. Кунсан, провінція Чолла;
  - м. Порєон, південна провінція Чхунчхон
- КНР Shanghai General Motors Corp Ltd. Штаб-квартира у м. Шанхай. Завод у:
  - м. Шанхай (район Пудун)
- КНР SAIC GM Wuling Automobile Co Ltd. Штаб-квартира у м. Лючжоу, Ґуансі-Чжуанський автономний район. Заводи у:
  - м. Лючжоу, Ґуансі-Чжуанський автономний район;
  - м. Ціндао, провінція Шаньдун
- Індія General Motors India Ltd . Штаб-квартири у м. Халол, штат Гуджарат, Ґурґаон, штат Хар'яна. Технічний центр в м. Бенґалуру. штат Карнатака Заводи у:
  - м. Халол, штат Гуджарат;
  - м. Талегаон Дабхад, штат Махараштра
- Індонезія PT General Motors Buana Indonesia. Штаб-квартира у м. Бекасі, (передмістя Пондок Уду), провінція Західна Ява. Заводи у:
  - м. Бекасі, (передмістя Пондок Унґу), провінція Західна Ява;
  - м. Беракі (новий завод)
- Таїланд Isuzu Motors Company (Thailand) Limited. Штаб-квартира у муніципалітеті. Самрон, район Пра Прадайон, провінція Самутпракан. Завод у:
  - мун. Самрон, район Пра Прадайон, провінція Самутпракан
- Філіппіни Isuzu Philippines Corporation. Штаб-квартира і завод у м. Біньян, провінція Лагуна
- В'єтнам GM Vietnam Motor Company. Штаб-квартира і завод у м. Ханой, район Тхан Трі
- Велика Британія Lotus Cars Limited. Штаб-квартира у м. Хетел, графство Норфолк. Завод у:
  - м. Хетел (колишній військовий аеродром RAF Hethel), графство Норфолк
- Велика Британія IBC Vehicles. Штаб-квартира у м. Лутон, графство Бедфордшир (бейдж-інжініринґ Vauxhall Vivaro). Завод у:
  - м. Лутон, графство Бедфордшир
- Велика Британія Vauxhall Motors Ltd. Штаб-квартира у м. Лутон, графство Бедфордшир. Заводи у:
  - м. Лутон, графство Бедфордшир
  - м. Елсмір Порт, графство Чешир
- Польща GM Manufacturing Poland Sp. z.o.o.. Штаб-квартира у м. Варшава. Заводи у:
  - м. Гливиці, Сілезьке воєводство;
  - м. Тихи, Сілезьке воєводство
- Угорщина Magyar Suzuki Corporation Ltd.. Штаб-квартира і завод у м. Естерґом медьє Комаром-Естерґом.
- Португалія General Motors De Portugal Lda. Штаб-квартира у м. Лісабон. Завод у:
  - м. Азамбужа, адміністративний округ Лісабон
- Австрія Opel Wien GmbH. Штаб-квартира у м. Відень (район Асперн). Завод у:
  - м. Ґрац
- Франція Renault S.A.. Технічний центр у м. Гіянкур (бейдж-інжініринґ Opel Movano, Opel Vivaro). Завод у:
  - м. Батії, департамент Мерт і Мозель
- Франція Renault S.A.. Штаб-квартира у м. Булонь-Біянкур. Завод у:
  - м. Страсбург (завод трансмісій GM Strasbourg ), департамент Нижній Рейн
- Іспанія General Motors España SA. Штаб-квартира та завод у м. Фігеруелас, провінція Сарагоса.
- Іспанія Nissan Motor Iberica SA. Штаб-квартира та завод у м. Барселона (бейдж-інжініринґ Opel Movano, Opel Vivaro).
- Німеччина Adam Opel AG. Штаб-квартира у м. Рюссельсхайм. Заводи у:
  - м. Рюссельсхайм, земля Гессен;
  - м. Бохум, земля Північний Рейн-Вестфалія;
  - м. Айзенах, земля Тюрингія;
  - м. Кайзерслаутерн, земля Рейнланд-Пфальц
- Росія GM-AUTOVAZ. Штаб-квартира і завод у м. Тольятті (Самарська область)
- Росія General Motors Auto. Штаб-квартира у м. Санкт-Петербург. Завод у:
  - с. Шушари, (Ленінградська область)
- Італія General Motors Italia S.r.l.. Штаб-квартира у м. Рим

### General Motors в Україні
У 2003 році була підписана генеральна дистриб'юторська угода між Корпорацією «УкрАВТО», Запорізьким автомобілебудівним заводом та GM — DAT. Крім імпорту автомобілів в Україну, General Motors виступив виробничим партнером ЗАТ ЗАЗ і АТ «УкрАВТО», надавши інвестиції для освоєння крупно- та дрібновузлового збирання автомобілів свого модельного ряду.
Офіційний дистриб'ютор автомобілів Cadillac в Україні УкрАвтоЗАЗ-Сервіс (підрозділ Корпорації УкрАВТО) продовжує успішне формування дилерської мережі Cadillac в Україні. 14 грудня 2007 року відбулася урочиста презентація нового бренду Cadillac у Дніпрі.
УкрАвтоЗАЗ-Сервіс є офіційним дистриб'ютором автомобілів Cadillac в Україні з березня 2007 року. Автосалон офіційного дилера компанії — «Дніпропетровськ-Авто» є першим автосалоном, що представляє всесвітньо відомий Cadillac у Дніпропетровському регіоні. В салоні також представлені автомобілі Opel та Chevrolet, які нині в десятці найпопулярніших марок на ринку нових автомобілів в Україні.

### General Motors в Росії
Зараз General Motors є партнером (володіє 41,6 % звичайних акцій підприємства) ВАТ «АВТОВАЗ» по спільному підприємству — СП «GM-АВТОВАЗ», що випускає позашляховики Chevrolet Niva і легкові автомобілі Chevrolet Viva. Крім того, GM співпрацює із ЗАТ Калінінграду «Автотор», де випускаються автомобілі компанії під брендами Chevrolet, Chevrolet DAT, Hummer і Cadillac.
29 травня 2006 року GM підписала інвестиційну угоду з адміністрацією Санкт-Петербургу і Мінекономрозвитку Росії про будівництво автомобільного заводу потужністю 40 тис. автомобілів на рік в Санкт-Петербурзі, в Шушарах. Початок будівництва заводу розпочалося в 2006 році; на першому етапі обсяг інвестицій в проєкт складе $115 млн, на другому планується подвоєння інвестицій. Очікується, що завод випускатиме три моделі автомобілів (раніше експерти висловлювали думку, що в їх числі будуть недорогі міські автомобілі Chevrolet Aveo і Lacetti, проте за останніми даними завод випускатиме дорожчі моделі — позашляховик Chevrolet Captiva, вперше представлений публіці весною 2005 року, і нова модель седана класу J-300, що нині знаходиться в розробці).
На початку червня 2006 року представники компанії заявили, що ще до початку роботи складального заводу GM в промзоні Шушари компанія збиратиме Chevrolet Captiva на тимчасовому заводі в орендованому цеху на заводі «Арсенал» в районі Фінляндського вокзалу Петербургу.
У березні 2007 року представник General Motors заявив, що потужність заводу, що будується в Петербурзі, складе 70 тис. автомобілів в рік, а обсяг інвестицій в його будівництво — до $300 млн.

## Повний перехід на випуск електрокарів
15 листопада 2021 року стало відомо, що шість компаній-виробників автомобілів підписали декларацію про те, що вони до 2040 року відмовляться від випуску автомобілів із бензиновими двигунами. Серед підписантів була й General Motors.

## Виноски
1. 1 2  2021 Form 10-K
2. ↑  Polygon.io
3. ↑  GM Heritage — General Motors.
4. ↑  Mary Barra: The rare CEO who worked in human resources — Вашингтон пост, 2014.
5. ↑  https://web.archive.org/web/20221004041133/https://www.gm.com/company/leadership.detail.html/Pages/news/bios/gm/BOD/Joanne-Creviuserat.html
6. ↑  пресреліз
7. ↑  пресреліз
8. 1 2  пресреліз
9. 1 2  https://web.archive.org/web/20221004041403/https://www.detroitnews.com/story/business/autos/general-motors/2022/08/16/gm-adds-tapestry-ceo-joanne-crevoiserat-board-directors/10335984002/
10. ↑  пресреліз
11. ↑  пресреліз
12. ↑  пресреліз
13. ↑  пресреліз
14. ↑  пресреліз
15. 1 2  https://www.gm.com/company/leadership/board-of-directors
16. ↑  пресреліз
17. ↑  Form 8-K
18. ↑  https://www.encyclopedia.com/people/history/us-history-biographies/charles-erwin-wilson
19. 1 2 3  Архів преси XX століття — 1908.
20. ↑  книжка
21. ↑  https://biography.yourdictionary.com/charles-erwin-wilson
22. 1 2 3  Форма 10-K — 2023.
23. 1 2  https://www.sec.gov/Archives/edgar/data/1467858/000146785816000255/gm201510k.htm
24. ↑  Number of General Motors employees between FY 2010 and FY 2019 (in 1,000s) — Statista.
25. ↑  Italy: Hapless Fiat Wants To Force GM Hand. United Press International. Архів оригіналу за 12 вересня 2009. Процитовано 1 червня 2009.
26. ↑  GM to Sell Its Stake in Fuji Heavy Industries. Los Angeles Times. 6 жовтня 2005. Архів оригіналу за 15 жовтня 2012. Процитовано 1 червня 2009.
27. ↑  GM Sells Isuzu Shares for $300 million to Japanese Trading Companies, Bank. USA Today. 11 квітня 2006. Процитовано 1 червня 2009.
28. ↑  GM Sells Equity Stake in Suzuki. Cartype. 17 листопада 2008. Архів оригіналу за 9 липня 2009. Процитовано 1 червня 2009. [Архівовано 2009-07-09 у Wayback Machine.]
29. ↑  Saab продана Spyker. Autoweek. Архів оригіналу за вересень 24, 2012. Процитовано 31 травня 2012.
30. ↑  Akerson, Daniel F. (2012 [last update]). Shareholder Letter | General Motors Company 2011 Annual Report. gmannualreport.com. General Motors Company. Архів оригіналу за 26 червня 2013. Процитовано 6 жовтня 2012.
31. ↑  Архівована копія. Архів оригіналу за 25 жовтня 2012. Процитовано 16 червня 2013.{{cite web}}:  Обслуговування CS1: Сторінки з текстом «archived copy» як значення параметру title (посилання)
32. ↑  GM переглянула план. Відомості № 56 (1830), 30 березня 2007 року
33. ↑  6 автокомпаній до 2040 року повністю перейдуть на випуск електоркарів. minfin.com.ua (укр.). Архів оригіналу за 15 листопада 2021. Процитовано 15 листопада 2021.

### Офіційні
- Офіційний вебсайт [Архівовано 22 лютого 2011 у Wayback Machine.]
- Офіційний сайт у Канаді [Архівовано 24 січня 2008 у Wayback Machine.]
- Офіційний Європейський сайт [Архівовано 4 жовтня 2006 у Wayback Machine.]
- Корпораційний блог: Fastlane and FYI
- K-12 освітній сайт ГМ
- Історія корпорації

### Інші
- Клуб любителей американских автомобилей. > General Motors [Архівовано 9 березня 2012 у Wayback Machine.](рос.)